# Населення Центральноафриканської Республіки
Населення Центральноафриканської Республіки. Чисельність населення країни 2015 року становила 5,391 млн осіб (119-те місце у світі). Оцінка кількості населення цієї держави враховує ефекти зайвої смертності через захворювання на СНІД. Чисельність мешканців країни стабільно збільшується, народжуваність 2015 року становила 35,08 ‰ (22-ге місце у світі), смертність — 13,8 ‰ (10-те місце у світі), природний приріст — 2,13 % (45-те місце у світі) . 

## Природний рух

### Відтворення
Народжуваність в Центральноафриканській Республіці, станом на 2015 рік, дорівнює 35,08 ‰ (22-ге місце у світі). Коефіцієнт потенційної народжуваності 2015 року становив 4,41 дитини на одну жінку (31-ше місце у світі). Рівень застосування контрацепції 15,2 % (станом на 2011 рік).
Смертність в Центральноафриканській Республіці 2015 року становила 13,8 ‰ (10-те місце у світі).
Природний приріст населення в країні 2015 року становив 2,13 % (45-те місце у світі).

### Вікова структура

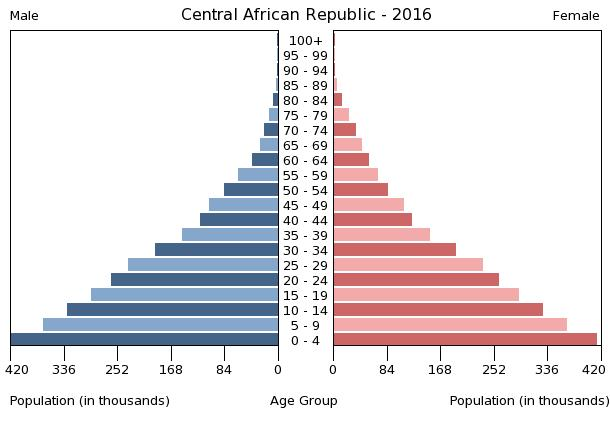
Віково-статева піраміда населення Центральноафриканської Республіки, 2015 рік

Середній вік населення Центральноафриканської Республіки становить 19,6 року (195-те місце у світі): для чоловіків — 19,3, для жінок — 19,9 року. Очікувана середня тривалість життя 2015 року становила 51,81 року (219-те місце у світі), для чоловіків — 50,5 року, для жінок — 53,16 року.
Вікова структура населення Центральноафриканської Республіки, станом на 2015 рік, мала такий вигляд:
- діти віком до 14 років — 40,43 % (1 095 968 чоловіків, 1 083 705 жінок);
- молодь віком 15—24 роки — 20,06 % (543 491 чоловік, 537 804 жінки);
- дорослі віком 25—54 роки — 32,02 % (863 314 чоловіків, 862 916 жінок);
- особи передпохилого віку (55—64 роки) — 3,98 % (96 377 чоловіків, 118 278 жінок);
- особи похилого віку (65 років і старіші) — 3,52 % (74 192 чоловіки, 115 494 жінки)[1].

### Шлюбність— розлучуваність
Середній вік, коли чоловіки беруть перший шлюб, дорівнює 23,3 року, жінки — 17,4 року, загалом — 20,4 року (дані за 1995 рік).

## Розселення
Густота населення країни 2015 року становила 7,9 особи/км² (223-тє місце у світі). Понад 55 % населення Центральноафриканської Республіки проживає в сільській місцевості. Головний сільськогосподарські райони знаходяться навколо Босанґоа і Бамбарі. Банґі, Бербераті, Банґасу і Босанґоа є найбільш густонаселеними міськими центрами.

### Урбанізація
Центральноафриканська Республіка середньоурбанізована країна. Рівень урбанізованості становить 40 % населення країни (станом на 2015 рік), темпи зростання частки міського населення — 2,59 % (оцінка тренду за 2010—2015 роки).
Головні міста держави: Бангі (столиця) — 794,0 тис. осіб (дані за 2015 рік).

### Міграції
Річний рівень еміграції 2015 року становив 0 ‰ (102-ге місце у світі). Цей показник не враховує різниці між законними і незаконними мігрантами, між біженцями, трудовими мігрантами та іншими.

#### Біженці й вимушені переселенці
Станом на 2016 рік, у країні постійно перебуває 5,34 тис. біженців з Демократичної Республіки Конго. У той самий час у країні, станом на 2015 рік, налічується 391,43 тис. внутрішньо переміщених осіб, що втікали від етнічних і політичних переслідувань під час військових конфліктів, починаючи з 2005 року.
Центральноафриканська Республіка є членом Міжнародної організації з міграції (IOM).

## Расово-етнічний склад
| Етнічний склад (2015 рік) | Етнічний склад (2015 рік) | Етнічний склад (2015 рік) | Етнічний склад (2015 рік) | Етнічний склад (2015 рік) |
| ------------------------- | ------------------------- | ------------------------- | ------------------------- | ------------------------- |
| Етнос:                    |                           |                           | Відсоток:                 |                           |
| бая                       | бая                       |                           | 33%                       | 33%                       |
| банда                     | банда                     |                           | 27%                       | 27%                       |
| манджія                   | манджія                   |                           | 13%                       | 13%                       |
| сара                      | сара                      |                           | 10%                       | 10%                       |
| мбоум                     | мбоум                     |                           | 7%                        | 7%                        |
| мбака                     | мбака                     |                           | 4%                        | 4%                        |
| якома                     | якома                     |                           | 4%                        | 4%                        |
| інші                      | інші                      |                           | 2%                        | 2%                        |

Територію держави населяють більш ніж 80 етнічних груп, головні етноси країни: бая — 33 %, банда — 27 % (у північній і центральній частині країни), манджія — 13 %, сара — 10 %, мбоум — 7 %, мбака — 4 % (у південно-західному регіоні), якома — 4 %, інші — 2 %. Близько 15 тис. європейців (французи) мешкають в державі.

## Мови
| Мови ЦАР (2015 рік) | Мови ЦАР (2015 рік) | Мови ЦАР (2015 рік) | Мови ЦАР (2015 рік) | Мови ЦАР (2015 рік) |
| ------------------- | ------------------- | ------------------- | ------------------- | ------------------- |
| Мова:               |                     |                     | Відсоток:           |                     |
| французька          | французька          |                     | %                   | %                   |
| санго               | санго               |                     | %                   | %                   |
| інші                | інші                |                     | %                   | %                   |

Офіційні мови: французька і санго. Інші поширені мови: санго виступає в ролі лінгва франка, численні мови окремих племен та народностей.

## Релігії
| Релігії в ЦАР (2009 рік) | Релігії в ЦАР (2009 рік) | Релігії в ЦАР (2009 рік) | Релігії в ЦАР (2009 рік) | Релігії в ЦАР (2009 рік) |
| ------------------------ | ------------------------ | ------------------------ | ------------------------ | ------------------------ |
| Віросповідання:          |                          |                          | Відсоток:                |                          |
| анімісти                 | анімісти                 |                          | 35%                      | 35%                      |
| протестанти              | протестанти              |                          | 25%                      | 25%                      |
| католики                 | католики                 |                          | 25%                      | 25%                      |
| мусульмани               | мусульмани               |                          | 15%                      | 15%                      |

Головні релігії й вірування, які сповідує, і конфесії та церковні організації, до яких відносить себе населення країни: місцеві вірування, анімізм — 35 %, протестантизм — 25 %, римо-католицтво — 25 %, іслам — 15 %. Анімізм має сильний вплив на християнські громади. Згідно з офіційною статистикою 2006 року, 80,3 % населення сповідує християнство, 10,1 % — іслам, 9,6 % — місцеві вірування

## Освіта
Рівень письменності 2015 року становив 36,8 % дорослого населення (віком від 15 років): 50,7 % — серед чоловіків, 24,4 % — серед жінок.
Державні витрати на освіту становлять 1,2 % ВВП країни, станом на 2011 рік (171-ше місце у світі). Середня тривалість освіти становить 7 років, для хлопців — до 8 років, для дівчат — до 6 років (станом на 2012 рік).

## Охорона здоров'я
Забезпеченість лікарями в країні на рівні 0,05 лікаря на 1000 мешканців (станом на 2009 рік). забезпеченість лікарняними ліжками в стаціонарах — 1 ліжко на 1000 мешканців (станом на 2011 рік). Загальні витрати на охорону здоров'я 2014 року становили 4,2 % ВВП країни (168-ме місце у світі).
Смертність немовлят до 1 року, станом на 2015 рік, становила 90,63 ‰ (4-те місце у світі); хлопчиків — 98,24 ‰, дівчаток — 82,79 ‰. Рівень материнської смертності 2015 року становив 882 випадків на 100 тис. народжень (4-те місце у світі).
Центральноафриканська Республіка входить до складу ряду міжнародних організацій: Міжнародного руху (ICRM) і Міжнародної федерації товариств Червоного Хреста і Червоного Півмісяця (IFRCS), Дитячого фонду ООН (UNISEF), Всесвітньої організації охорони здоров'я (WHO).

### Захворювання
Потенційний рівень зараження інфекційними хворобами в країні дуже високий. Найпоширеніші інфекційні захворювання: діарея, гепатит А і Е, черевний тиф, малярія, гарячка денге, менінгококовий менінгіт, шистосомози, сказ (станом на 2016 рік).
2014 року зареєстровано 135,4 тис. хворих на СНІД (34-те місце у світі), це 4,25 % населення в репродуктивному віці 15—49 років (15-те місце у світі). Смертність 2014 року від цієї хвороби становила 9,9 тис. осіб (24-те місце у світі).
Частка дорослого населення з високим індексом маси тіла 2014 року становила 4,4 % (175-те місце у світі); частка дітей віком до 5 років зі зниженою масою тіла становила 23,5 % (оцінка на 2011 рік). Ця статистика показує як власне стан харчування, так і наявну/гіпотетичну поширеність різних захворювань.

### Санітарія
Доступ до облаштованих джерел питної води 2015 року мало 89,6 % населення в містах і 54,4 % в сільській місцевості; загалом 68,5 % населення країни. Відсоток забезпеченості населення доступом до облаштованого водовідведення (каналізація, септик): у містах — 43,6 %, в сільській місцевості — 7,2 %, загалом по країні — 21,8 % (станом на 2015 рік). Споживання прісної води, станом на 2005 рік, дорівнює 0,07 км³ на рік, або 17,42 тонни на одного мешканця на рік: з яких 83 % припадає на побутові, 17 % — на промислові, 1 % — на сільськогосподарські потреби.

## Соціально-економічне становище
Співвідношення осіб, що в економічному плані залежать від інших, до осіб працездатного віку (15—64 роки) загалом становить 75,2 % (станом на 2015 рік): частка дітей — 68,4 %; частка осіб похилого віку — 6,8 %, або 14,8 потенційно працездатного на 1 пенсіонера. Загалом ці показники характеризують рівень потреб державної допомоги в секторах освіти, охорони здоров'я та пенсійного забезпечення, відповідно. Дані про відсоток населення країни, що перебуває за межею бідності, відсутні. Розподіл доходів домогосподарств у країні має такий вигляд: нижній дециль — 2,1 %, верхній дециль — 33 % (станом на 2003 рік).
Станом на 2013 рік, у країні 4,5 млн осіб не має доступу до електромереж; 3 % населення має доступ, в містах цей показник дорівнює 5 %, у сільській місцевості — 1 %. Рівень проникнення інтернет-технологій надзвичайно низький. Станом на липень 2015 року в країні налічувалось 246 тис. унікальних інтернет-користувачів (157-ме місце у світі), що становило 4,6 % загальної кількості населення країни.

### Трудові ресурси
Загальні трудові ресурси 2015 року становили 2,306 млн осіб (117-те місце у світі). 532,51 тис. дітей у віці від 5 до 14 років (47 % загальної кількості) 2006 року були залучені до дитячої праці. Безробіття 2001 року дорівнювало 8 % працездатного населення (92-ге місце у світі); Рівень безробіття в столиці держави, Бангі, дорівнює 23 % працездатного населення.

## Кримінал

### Торгівля людьми
Згідно зі щорічною доповіддю про торгівлю людьми (англ. Trafficking in Persons Report) Управління з моніторингу та боротьби з торгівлею людьми Державного департаменту США, уряд Центральноафриканської Республіки не докладає зусиль у боротьбі з явищем примусової праці, сексуальної експлуатації, незаконною торгівлею внутрішніми органами, законодавство не відповідає мінімальним вимогам американського закону 2000 року щодо захисту жертв (англ. Trafficking Victims Protection Act’s), країна знаходиться у списку третього рівня.

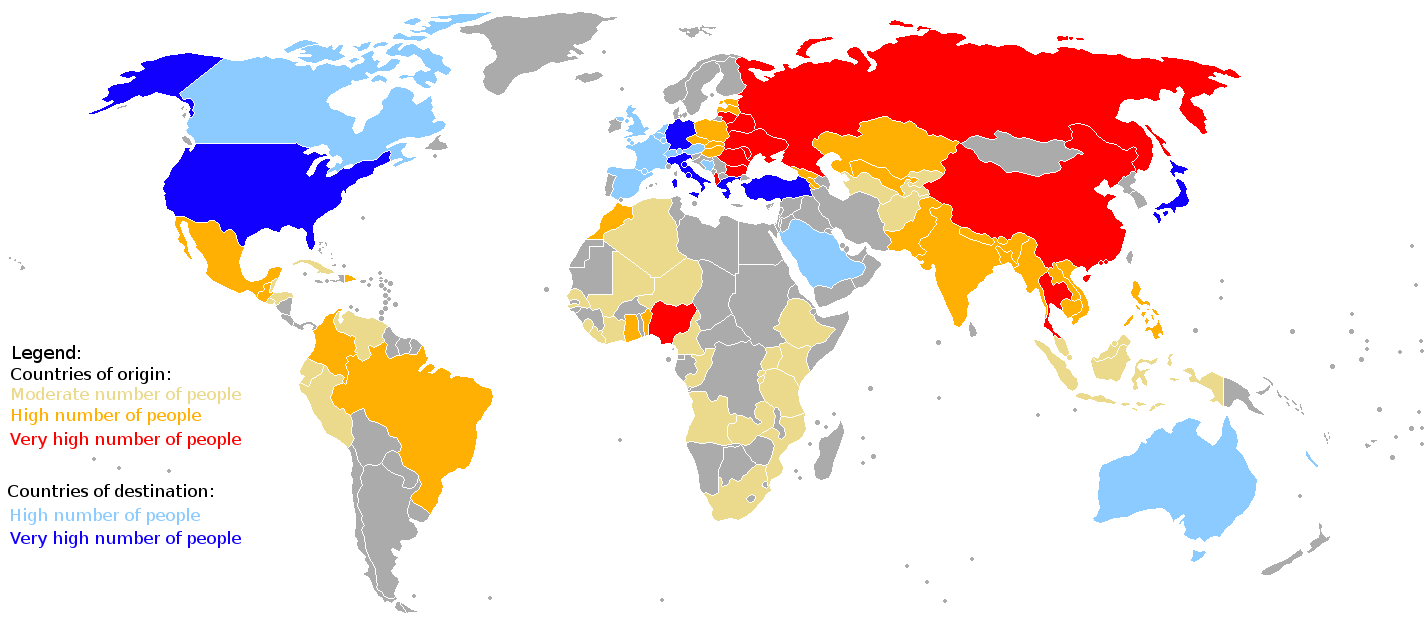
Країни-донори (червоний) і країни-реципієнти кримінальних потоків  (англ.)
Глобальна боротьба з торгівлею людьми (англ.)

## Гендерний стан
Статеве співвідношення (оцінка 2015 року):
- при народженні — 1,03 особи чоловічої статі на 1 особу жіночої;
- у віці до 14 років — 1,01 особи чоловічої статі на 1 особу жіночої;
- у віці 15—24 років — 1,01 особи чоловічої статі на 1 особу жіночої;
- у віці 25—54 років — 1 особи чоловічої статі на 1 особу жіночої;
- у віці 55—64 років — 0,82 особи чоловічої статі на 1 особу жіночої;
- у віці за 64 роки — 0,64 особи чоловічої статі на 1 особу жіночої;
- загалом — 0,98 особи чоловічої статі на 1 особу жіночої[1].

## Демографічні дослідження
Демографічні дослідження в країні ведуться рядом державних і наукових установ:

### Українською
- Атлас. 10—11 клас. Економічна і соціальна географія світу / упорядники :  О. Я. Скуратович, Н. І. Чанцева. — К. : ДНВП «Картографія», 2010. — ISBN 978-966-475-639-3.
- Атлас світу / голов. ред. І. С. Руденко ; зав. ред. В. В. Радченко ; відп. ред. О. В. Вакуленко. — К. : ДНВП «Картографія», 2005. — 336 с. — ISBN 9666315467.
- Безуглий В. В. Економічна і соціальна географія зарубіжних країн : Навчальний посібник. — К. : ВЦ «Академія», 2007. — 704 с. — ISBN 978-966-580-239-6.
- Безуглий В. В., Козинець С. В. Регіональна економічна і соціальна географія світу : Навчальний посібник. — видання 2-ге, доп., перероб. — К. : ВЦ «Академія», 2007. — 688 с. — ISBN 966-580-144-9.
- Головченко В. І., Кравчук О. Країнознавство: Азія, Африка, Латинська Америка, Австралія і Океанія. — К., 2006. — 335 с. — ISBN 966-8939-04-2.
- Гудзеляк І. І. Географія населення: Навчальний посібник / І. Гудзеляк. — Л. : Видавничий центр ЛНУ імені Івана Франка, 2008. — 232 с. — ISBN 978-966-613-599-8.
- Дахно І. І. Країни світу: Енциклопедичний довідник / І. І. Дахно, С. М. Тимофієв. — К. : Мапа, 2011. — 606 с. — (Бібліотека нового українця) — ISBN 978-966-8804-23-6.
- Дахно І. І. Економічна географія зарубіжних країн : навчальний посібник. — К. : Центр учбової літератури, 2014. — 319 с. — ISBN 978-611-01-0682-5.
- Джаман В. О. Регіональні системи розселення: демографічні аспекти. — Чернівці : Рута, 2003. — 392 с. — ISBN 9665685988.
- Дорошенко Л. С. Демографія: Навчальний посібник. — К. : МАУП, 2005. — 112 с. — ISBN 966-608-442-2.
- Дубович І. А. Країнознавчий словник-довідник. — 5-те вид., перероб. і доп. — К. : Знання, 2008. — 839 с. — ISBN 978-966-346-330-8.
- Економічна і соціальна географія країн світу. Навчальний посібник / За ред. Кузика С. П. — Л. : Світ, 2002. — 672 с. — ISBN 966-603-178-7.
- Загальна медична географія світу / В. О. Шевченко [та ін.] — К. : [б.в.], 1998. — 178 с.
- Книш М. М., Мамчур О. І. Регіональна економічна і соціальна географія світу (Латинська Америка та Карибські країни, Африка, Азія, Океанія) : навч. посіб. — Л. : ЛНУ ім. Івана Франка, 2013. — 368 с. — ISBN 978-617-10-0007-0.
- Крисаченко В. С. Динаміка населення: Популяційні, етнічні та глобальні виміри. — К. : Видавництво Національного інституту стратегічних досліджень, 2005. — 368 с. — ISBN 966-554-083-1.
- Любіцева О. О., Мезенцев К. В., Павлов С. В. Географія релігій. — К. : АртЕК, 1999. — 504 с. — ISBN 966-505-006-0.
- Масляк П. О. Країнознавство. — К. : Знання, 2007. — 292 с. — (Вища освіта XXI століття)
- Масляк П. О., Дахно І. І. Економічна і соціальна географія світу / П. О. Масляк, І. І. Дахно ; за ред. П. О. Масляка. — К. : Вежа, 2003. — 280 с. — ISBN 966-7091-53-8.

### Російською
- (рос.) Центральноафриканская Республика // Демографический энциклопедический словарь / главн. ред. Валентей Д. И. — М. : Советская энциклопедия, 1985. — 608 с.
- (рос.) Центральноафриканская Республика // Африка: энциклопедический справочник [в 2-х тт.] / гл. ред. А. Громыко. — М. : Советская энциклопедия, 1986. — Т. 1. — 672 с.
- (рос.) Центральноафриканская Республика // Страны и народы. Африка. Западная и Центральная Африка / Редкол. : М. Б. Горнунг, Г. Б. Старушенко (отв. ред.) и др. — М. : «Мысль», 1979. — 301 с. — (Страны и народы) — 180 тис. прим.
- (рос.) Атлас народов мира / Отв. ред. С. И. Брук и В. С. Апенченко. — М. : ГУГК ГГК СССР и Институт этнографии им. Н. Н. Миклухо-Маклая АН СССР, 1964. — 185 с. — 20 тис. прим.
- (рос.) Численность и расселение народов мира. Этнографические очерки / под ред. С. И. Брука. — М. : Издательство АН СССР, 1962. — 487 с.
- (рос.) Лаппо Г. М. География городов: Учебное пособие для географических факультетов вузов. — М. : Туманит, изд. центр ВЛАДОС, 1997. — 476 с. — ISBN 5-691-00047-0.
- (рос.) Ягельский А. География населения. — М. : Прогресс, 1980. — 383 с.